# Peter Mansfelt
Peter Mansfelt (Bussum, 25 juni 1967) is een Nederlands animator en filmproducent.

## Opleiding en werk
Mansfelt volgde de opleiding grafische vormgeving aan het Grafisch Lyceum te Amsterdam en volgde daarna een tweejarige opleiding tot reclamevormgever. In 1987 kwam hij in dienst als modelmaker voor stop-motion animatiefilms bij de Toonder Studio's in Nederhorst den Berg.

## Pedri Animation
Na het beëindigen van de bedrijfsactiviteiten gingen drie van de leden van de stop motion afdeling, Mansfelt, Paul Mathot en Patrick Raats, verder met een eigen stop-motionstudio, Pedri Animation. Mansfelt wordt bekend als realisator van de televisieserie Nijntje naar de boeken van Dick Bruna. Ook maakt hij met zijn bedrijf vele bekende stop-motionanimaties voor reclamefilms. In 2009 won zijn nieuwe animatieserie Ludovic, geschreven door Co Hoedeman en uitgezonden in Nederland door de KRO, de prijs voor de beste animatieserie op het Canadese filmfestival. In 2009 was de stop-motionfilm Mac en Roe van Elmer Kaan een van de premierefilms tijdens het Nederlands Filmfestival.

## Filmografie
- Nijntje - stop motion televisieserie
- Ludovic - stop motion televisieserie
- Mac n Roe[1] - korte stop motion film 2006
- Lost Cargo - korte stop motion film 2006
- Man Bijt Hond - animatie voor de Belgische leader van deze televisieserie
- Animal Shelf - stop motion film
- Blokjesland - stop motion film
- George and Paul - stop motion animatiefilm 2009